# Grand Prix Maďarska 2000
Grand Prix Maďarska 2000 (oficiálně XVI Marlboro Magyar Nagydíj) byl závod seriálu Formule 1, který se konal 13. srpna 2000 na okruhu Hungaroring. Byl 12. závodem 2000 FIA Formula One World Championship a 18. Velkou cenou Maďarska. V závodě na 77 kol zvítězil Mika Häkkinen (McLaren-Mercedes, startující z třetí pozice. Michael Schumacher ve Ferrari dojel druhý, David Coulthard třetí.
- 13. srpen 2000
- Okruh Hungaroring
- 77 kol x 3,968 km = 305,536 km
- 658. Grand Prix
- 17. vítězství Miky Häkkinena
- 129. vítězství pro McLaren

## Výsledky
| Pozice | Jezdec                | Vůz             | Čas         |
| ------ | --------------------- | --------------- | ----------- |
| 1      | Mika Häkkinen         | McLaren MP4/15  | 1:45'33.869 |
| 2      | Michael Schumacher    | Ferrari F1-2000 | á 0:07:917  |
| 3      | David Coulthard       | McLaren MP4/15  | á 0:08:455  |
| 4      | Rubens Barrichello    | Ferrari F1-2000 | á 0:44:157  |
| 5      | Ralf Schumacher       | Williams FW22   | á 0:50:437  |
| 6      | Heinz-Harald Frentzen | Jordan EJ10     | á 1:08:099  |
| 7      | Jarno Trulli          | Jordan EJ10     | á 1 kolo    |
| 8      | Eddie Irvine          | Jaguar R1       | á 1 kolo    |
| 9      | Jenson Button         | Williams FW22   | á 1 kolo    |
| 10     | Mika Salo             | Sauber C19      | á 1 kolo    |
| 11     | Alexander Wurz        | Benetton B200   | á 1 kolo    |
| 12     | Jacques Villeneuve    | BAR 002         | á 2 kola    |
| 13     | Jos Verstappen        | Arrows A21      | á 2 kola    |
| 14     | Ricardo Zonta         | BAR 002         | á 2 kola    |
| 15     | Marc Gene             | Minardi M02     | á 3 kola    |
| 16     | Pedro de la Rosa      | Arrows A21      | á 4 kola    |
| Kolo   | Odstoupili            | -               | -           |
| 68     | Gaston Mazzacane      | Minardi M02     | Motor       |
| 67     | Johnny Herbert        | Jaguar R1       | Převodovka  |
| 62     | Pedro Diniz           | Sauber C19      | Motor       |
| 31     | Giancarlo Fisichella  | Benetton B200   | Brzdy       |
| 22     | Nick Heidfeld         | Prost AP03      | Elektronika |
| 11     | Jean Alesi            | Prost AP03      | Suspenzor   |

### Nejrychlejší kolo
- Mika HAKKINEN McLaren Mercedes 1'20028 – 178.498 km/h

### Vedení v závodě
- 1-31 kolo Mika Häkkinen
- 32 kolo David Coulthard
- 33-77 kolo Mika Häkkinen

### Postavení na startu
| 1. řada  | 1                    | 2                     |
|          | Michael Schumacher   | David Coulthard       |
|          | Ferrari              | McLaren               |
|          | 1'17.514             | 1'17.514              |
| 2. řada  | 3                    | 4                     |
|          | Mika Häkkinen        | Ralf Schumacher       |
|          | McLaren              | Williams              |
|          | 1'17.922             | 1'18.321              |
| 3. řada  | 5                    | 6                     |
|          | Rubens Barrichello   | Heinz-Harald Frentzen |
|          | Ferrari              | Jordan                |
|          | 1'18.330             | 1'18.523              |
| 4. řada  | 7                    | 8                     |
|          | Giancarlo Fisichella | Jenson Button         |
|          | Benetton             | Williams              |
|          | 1'18.607             | 1'18.699              |
| 5. řada  | 9                    | 10                    |
|          | Mika Salo            | Eddie Irvine          |
|          | Sauber               | Jaguar                |
|          | 1'18.748             | 1'19.008              |
| 6. řada  | 11                   | 12                    |
|          | Alexander Wurz       | Jarno Trulli          |
|          | Benetton             | Jordan                |
|          | 1'19.259             | 1'19.266              |
| 7. řada  | 13                   | 14                    |
|          | Pedro Diniz          | Jean Alesi            |
|          | Sauber               | Prost                 |
|          | 1'19.451             | 1'19.626              |
| 8. řada  | 15                   | 16                    |
|          | Pedro de la Rosa     | Jacques Villeneuve    |
|          | Arrows               | BAR                   |
|          | 1'19.897             | 1'19.937              |
| 9. řada  | 17                   | 18                    |
|          | Johnny Herbert       | Ricardo Zonta         |
|          | Jaguar               | BAR                   |
|          | 1'19.956             | 1'20.272              |
| 10. řada | 19                   | 20                    |
|          | Nick Heidfeld        | Jos Verstappen        |
|          | Prost                | Arrows                |
|          | 1'20.481             | 1'20.609              |
| 11. řada | 21                   | 22                    |
|          | Marc Gené            | Gaston Mazzacane      |
|          | Minardi              | Minardi               |
|          | 1'20.654             | 1'20.905              |
| -------- | -------------------- | --------------------- |

- 107 % = 1'22"940

### Zajímavosti
- Ricardo Zonta startoval v 25 GP

| Pole position      | Vítězství      | Nej. kolo      |
| Německo            | Finsko         | Finsko         |
| Michael Schumacher | Mika Häkkinen  | Mika Häkkinen  |
| Ferrari F1-2000    | McLaren MP4/15 | McLaren MP4/15 |
| 1'17.514           | 1:45'33.869    | 1'20.028       |
| 184.612 km/h       | 173.965 km/h   | 178.812 km/h   |
| ------------------ | -------------- | -------------- |

### Stav MS
- Zelená – vzestup
- Červená – pokles

| *  | Jezdec                | Body |
| -- | --------------------- | ---- |
| 1  | Mika Häkkinen         | 64   |
| 2  | Michael Schumacher    | 62   |
| 2  | David Coulthard       | 58   |
| 4  | Rubens Barrichello    | 49   |
| 5  | Giancarlo Fisichella  | 18   |
| 6  | Ralf Schumacher       | 16   |
| 7  | Jacques Villeneuve    | 11   |
| 8  | Jenson Button         | 8    |
| 9  | Jarno Trulli          | 6    |
| 10 | Mika Salo             | 6    |
| 11 | Heinz-Harald Frentzen | 6    |
| 12 | Eddie Irvine          | 3    |
| 13 | Jos Verstappen        | 2    |
| 14 | Pedro de la Rosa      | 2    |
| 14 | Ricardo Zonta         | 1    |

| * | Vůz      | Body |
| - | -------- | ---- |
| 1 | McLaren  | 112  |
| 2 | Ferrari  | 111  |
| 3 | Williams | 24   |
| 4 | Benetton | 18   |
| 5 | BAR      | 12   |
| 6 | Jordan   | 12   |
| 7 | Sauber   | 6    |
| 8 | Arrows   | 4    |
| 9 | Jaguar   | 3    |

| * | Jezdec         | Body |
| - | -------------- | ---- |
| 1 | Německo        | 84   |
| 2 | Finsko         | 70   |
| 2 | Velká Británie | 69   |
| 4 | Brazílie       | 50   |
| 4 | Itálie         | 24   |
| 6 | Kanada         | 11   |
| 7 | Nizozemsko     | 2    |
| 8 | Španělsko      | 2    |